# (147) Protogenia
(147) Protogenia es un asteroide perteneciente al cinturón de asteroides descubierto el 10 de julio de 1875 por Léopold Schulhof desde el observatorio de Viena, Austria. Está nombrado por las palabras del griego antiguo que significan «primer naciminento».

## Características orbitales
Protogenia está situado a una distancia media de 3,137 ua del Sol, pudiendo alejarse hasta 3,226 ua y acercarse hasta 3,048 ua. Tiene una excentricidad de 0,02836 y una inclinación orbital de 1,93°. Emplea 2029 días en completar una órbita alrededor del Sol.